# برمنسيون جوسنوفسكي
برمنسيون جوسنوفسكي (الاسم العلمي: Prymnesium czosnowskii) هو نوع من الأسناخ صبغية يتبع جنس البرمنسيون من الفصيلة البرمنسيونية.